# Borum
Borum er et landsogn i Østjylland med 543 indbyggere (1.1.2019). Heraf bor 308 indbyggere  (2024) i landsbyen Borum, der er beliggende midt i sognet. Borum ligger i Aarhus Kommune og hører til Region Midtjylland.

## Den tidlige historie
Navnet menes at stamme fra omkring år 300-400 e. Kr. (folkevandringstiden) og er dermed blandt de ældste landsbynavne. Er først nedskrevet i 1326 som Bardhom. Siden har man forsøgt sig med Bordum, Bordom, Bordwm, Barthum, Borrum og Borumb.
Første del af ordet menes at være “barth”, der på gammelt dansk betyder rand eller kant (mod ådalene) eller måske snarere skæg (en skovbevokset bakkekam), og sidste del er som oldnordisk “heim”, hjem, det samme som bygd, gård eller landsby.
Der er gennem de arkæologiske fund i og omkring Borum Eshøj påvist beboelse i området helt tilbage til den tidligste bronzealder ca. 1350 før vor tidsregning. Der er også fundet redskaber fra stenalderen.

## Lokal geografi
Borum hørte til Framlev Herred i Århus Stift. Tidligere lå den i Borum-Lyngby Kommune og Århus Amt.
I sognet bl.a. Borum Eshøj, hvori 1871 blev gjort betydelige fund fra ældre bronzealder.
Andre lokaliteter: Lyngbygård Å. Tingvad. Borumbro. Borum Møllebæk. Storkesig Bæk. Borum Feldhede. Vindhøj. Vindskov. Borum Stormose.

## Erhvervsliv
I landbrugssamfundet udgjorde Borum By helt frem til 1950'erne et servicecenter for gårdenes behov i Borum Sogn. Omkring 1955 fandtes følgende håndværk og butikserhverv i landsbyen:
2 købmandsforretninger med grovvarer til landbrug og benzinstandere. 1 slagterforretning. 1 mindre udsalg af dagligvarer med en tilhørende iskiosk. 1 taxaforretning. 1 bageri. 1 skomager. 1 herre- og damefrisør. 1 maler. 1 mejeri. 1 bødker, der bl.a. leverede smørdritler til mejeriet. 1 mælkemand. 1 cykelmekaniker. 1 sadelmager. 1 tømrer. 1 telefoncentral. 3 vognmænd med hestekøretøjer eller lastbiler. 1 smedje. 1 karetmager. 1 dyrlæge. 1 lægepraksis.

## Borum i nutiden
Borum har et relativt rigt foreningsliv med især Borum Borgerforening. Lokalhistorisk Arkiv for Borum og Lyngby Sogne.
I Borum findes kirke, forsamlingshus som ramme om kulturliv bl.a. Borum Amatørteater, Borum-Lyngby Koret, Borum Sammenspisning.
Der er flere lokale virksomheder, heriblandt Borum Maskinstation og Entreprenørforretning A/S og Skyhost ApS.
Borum Industri (materiel til vejafmærkning) er grundlagt i Borum.